# Drnava
Drnava este o comună slovacă, aflată în districtul Rožňava din regiunea Košice, pe malul râului Čermošňa⁠(d). Localitatea se află la altitudinea de 376 m deasupra n.m., se întinde pe o suprafață de 26,9 km2 și în 2017 număra 716 locuitori.

## Istoric
Localitatea Drnava este atestată documentar din 1364.

## Demografie
| An:                | 1994 | 2004   | 2014   | 2024   |
| ------------------ | ---- | ------ | ------ | ------ |
| Număr de persoane: | 658  | 672    | 696    | 689    |
| Diferență:         |      | +2,12% | +3,57% | −1,00% |

| An:                | 2023 | 2024   |
| ------------------ | ---- | ------ |
| Număr de persoane: | 684  | 689    |
| Diferență:         |      | +0,73% |